# Illiosentis africanus
Illiosentis africanus is een soort in de taxonomische indeling van de Acanthocephala (haakwormen). De worm wordt meestal 1 tot 2 cm lang. Ze komen algemeen voor in het maag-darmstelsel van ongewervelden, vissen, amfibieën, vogels en zoogdieren.
De haakworm komt uit het geslacht Illiosentis en behoort tot de familie Illiosentidae. Illiosentis africanus werd in 1955 beschreven door Golvan.